# Сояно дел Лаго
Соя̀но дел Ла̀го (на италиански: Soiano del Lago, на източноломбардски: Soià, Соя) е село и община в Северна Италия, провинция Бреша, регион Ломбардия. Разположено е на 196 m надморска височина. Населението на общината е 1893 души (към 2013 г.).